# Список рек Мичигана

Реки Мичигана

Ниже представлен список рек американского штата Мичиган.

## Общие сведения
В Мичигане насчитывается более 300 рек, имеющих собственные названия. Заметное количество рек в Мичигане носят одинаковые названия — по две, три, четыре и даже более реки в одном штате. «Рекордсменами» в этом плане являются названия Пайн-Ривер (восемь штук) и Блэк-Ривер (семь штук). Более того, в четырёх случаях две реки с одинаковым названием расположены в пределах одного округа. Эти реки:
- Айрон-Ривер[англ.] (2 реки)
- Блэк-Ривер (7 рек)
- Гурон (2 реки)
- Индиан-Ривер (2 реки)
- Карп-Ривер[англ.] (4 реки)
- Кат-Ривер[англ.] (2 реки)
- Колдуотер-Ривер[англ.] (3 реки)
- Литтл-Блэк-Ривер[англ.] (2 реки)
- Литтл-Карп-Ривер[англ.] (3 реки)
- Литтл-Седар-Ривер[англ.] (2 реки)
- Литтл-Торнэппл-Ривер[англ.] (2 реки)
- Монреаль[англ.] (2 реки)
- Мэпл-Ривер[англ.] (3 реки)
- Пайн-Ривер (8 рек)
- Пиджен-Ривер[англ.] (4 реки)
- Портейдж-Ривер[англ.] (4 реки)
- Пэйнт-Крик[англ.] (2 реки)
- Рок-Ривер (3 реки)
- Руж[англ.] (2 реки)
- Рэпид-Ривер[англ.] (3 реки)
- Салмон-Траут-Ривер[англ.] (2 реки)
- Седар-Крик (несколько речушек и ручьёв)
- Седар-Ривер[англ.] (3 реки)
- Силвер-Ривер[англ.] (3 реки)
- Слейт-Ривер[англ.] (2 реки)
- Солт-Ривер[англ.] (2 реки)
- Старджен-Ривер[англ.] (4 реки)
- Стикс[англ.] (2 реки)
- Тобакко-Ривер[англ.] (2 реки)
- Уайт-Ривер (2 реки)

## Список
В список включены только более-менее крупные реки, без учёта ручьёв и криков. Сортировка по алфавиту. После названия реки указана её длина и через дробь площадь водосборного бассейна.
- Акейок[англ.] — 55 км / 382 км²
- Бак-Крик[англ.] — 33 км / 130 км²
- Батл-Крик[англ.] — 88 км / 800 км²
- Бетси[англ.] — 87 км / 627 км²
- Бин-Крик[англ.] — 88 км / ?
- Блэк-Ривер[англ.] — 130 км / 1840 км²
- Бойн[англ.] — 35 км / 163 км²
- Бордмен-Ривер[англ.] — 45 км / ?
- Гранд-Ривер[англ.] — 406 км / 14 431 км²
- Гуз-Крик[англ.] — 19 км / 100 км²
- Гурон[англ.] — 210 км / 2350 км²
- Детройт — 45 км / 1800 км²
- Джордан[англ.] — 40 км / 400 км²
- Йеллоу-Дог[англ.] — 51 км / ?
- Каламазу[англ.] — 210 км / 5230 км²
- Клинтон[англ.] — 134 км / 2000 км²
- Лукинг-Гласс[англ.] — 114 км / ?
- Макатава[англ.] — 27 км / 450 км²
- Маскигон[англ.] — 348 км / 6100 км²
- Меномини — 187 км / 10 500 км²
- Мистегуэй-Крик[англ.] — 62 км / 452 км²
- Монреаль[англ.] — 43 км / ?
- Монреаль[англ.] — 77 км / 700 км²
- Мэнисти[англ.] — 310 км / 4600 км²
- Мэнистик[англ.] — 115 км / 3780 км²
- Мэпл[англ.] — 119 км / 2440 км²
- О-Сабел[англ.] — 222 км / 5000 км²
- Онтонагон[англ.] — 40 км / ?
- Оттава[англ.] — 24 (32 или 77) км / ?
- Пайн-Ривер[англ.] — 86 км / 690 км²
- Пайн-Ривер[англ.] — 166 км / ?
- Пере-Маркетт[англ.] — 103 км / 1900 км²
- Пиджен[англ.] — 21 км / 160 км²
- Пилгрим[англ.] — 21 км / 65 км²
- Пинконнинг[англ.] — 25 км / 69 км²
- Пиннебог[англ.] — 63 км / ?
- Пластер-Крик[англ.] — 42 км / 150 км²
- Платт[англ.] — 48 км / 500 км²
- По-По[англ.] — 100 км / ?
- Портейдж[англ.] — 62 км / ?
- Райфл-Ривер[англ.] — 97 км / 1000 км²
- Ред-Седар[англ.] — 82 км / 1190 км²
- Рейзин[англ.] — 224 км / 2780 км²
- Рокки-Ривер[англ.] — 45 км / 450 км²
- Руж[англ.] — 204 км / 1210 км²
- Руж[англ.] — 77 км / 610 км²
- Рэббит[англ.] — 100 км / 758 км²
- Сагино[англ.] — 36 км / 22 260 км²
- Сент-Джозеф — 332 км / 12 133 км²
- Сент-Клэр — 65 км / 3776 км²
- Сент-Мэрис — 120 км / 210 000 км²
- Сикамор-Крик[англ.] — 43 км / 275 км²
- Сэнди-Крик[англ.] — 30 км / ?
- Такаменон[англ.] — 143 км / 2120 км²
- Титтабавасси[англ.] — 116 км / 6400 км²
- Торнэппл[англ.] — 142 км / ?
- Ту-Хартед[англ.] — 38 км / ?
- Уайт-Ривер[англ.] — 38 км / 1200 км²
- Фавн[англ.] — 89 км / ?
- Флинт-Ривер[англ.] — 126 км / ?
- Флэт-Ривер[англ.] — 110 км / 1500 км²
- Чиппева[англ.] — 148 км / ?
- Шайавасси[англ.] — 180 км / 3110 км²
- Шарлотт[англ.] — 28 км / 151 км²
- Эсканаба[англ.] — 84 км / 2390 км²